# Сошки (Липецька область)
Сошки (рос. Сошки) — село у Грязінському районі Липецької області Російської Федерації.
Населення становить 1787  осіб. Належить до муніципального утворення Сошкинська сільрада.

## Історія
З 13 червня 1934 до 6 січня 1954 року у складі Воронезької області. Відтак входить до складу Липецької області.
Згідно із законом від 23 вересня 2004 року № 126-ОЗ органом місцевого самоврядування є Сошкинська сільрада.

## Населення
| 1862 | 1880  | 2009  | 2010  | 2013  |
| ---- | ----- | ----- | ----- | ----- |
| 2243 | ↗2566 | ↘1618 | ↗1710 | ↗1787 |